# Big 12 Conference 2016 (pallavolo)
La Big 12 Conference 2016 si è svolta dal 20 settembre al 26 novembre 2016: al torneo hanno partecipato 9 squadre universitarie statunitensi e la vittoria finale è andata per la prima volta alla Kansas.

## Regolamento
È prevista una stagione regolare che vede le nove formazioni impegnate disputare un totale di sedici incontri ciascuna; parallelamente vengono disputati anche degli incontri extra-conference contro formazioni appartenenti ad altre conference o non affiliate ad alcuna di esse, dando vita a due classifiche separate una relativa alla Big 12 Conference ed una totale.
- La squadra vincitrice della Big 12 Conference si qualifica automaticamente al torneo NCAA, occupando uno dei 32 posti che spettano di diritto alle squadre vincitrici delle rispettive conference;
- Le altre squadre concorrono alla qualificazione al torneo NCAA attraverso la classifica totale, che assegna i restanti 32 posti alle migliori squadre, sulla base del rapporto tra vittorie e sconfitte, che non abbiano ottenuto la qualificazione automatica.

## Squadre partecipanti
| Club            | Nickname     | Stagione | Città      | Impianto                        | Stagione precedente                                       |
| --------------- | ------------ | -------- | ---------- | ------------------------------- | --------------------------------------------------------- |
| Baylor          | Bears        | Dettagli | Waco       | Ferrell Center                  | 7ª in Big 12 Conference                                   |
| Iowa State      | Cyclones     | Dettagli | Ames       | Hilton Coliseum                 | 3ª in Big 12 Conference; Secondo turno in NCAA Division I |
| Kansas          | Jayhawks     | Dettagli | Lawrence   | Horejsi Family Athletics Center | 2ª in Big 12 Conference; Semifinali in NCAA Division I    |
| Kansas State    | Wildcats     | Dettagli | Manhattan  | Ahearn Field House              | 4ª in Big 12 Conference; Primo turno in NCAA Division I   |
| Oklahoma        | Sooners      | Dettagli | Norman     | McCasland Field House           | 6ª in Big 12 Conference                                   |
| Texas           | Longhorns    | Dettagli | Austin     | Gregory Gymnasium               | Vincitrice Big 12 Conference; Finale in NCAA Division I   |
| Texas Christian | Horned Frogs | Dettagli | Lubbock    | University Recreation Center    | 4ª in Big 12 Conference; Primo turno in NCAA Division I   |
| Texas Tech      | Red Raiders  | Dettagli | Fort Worth | United Supermarkets Arena       | 8ª in Big 12 Conference                                   |
| West Virginia   | Mountaineers | Dettagli | Morgantown | WVU Coliseum                    | 9ª in Big 12 Conference                                   |

## Torneo

### Regular season

#### Classifica
| Pos. | Squadra         | Conference | Conference | Conference | Conference | Overall | Overall | Overall | Overall |
| Pos. | Squadra         | Pt         | G          | V          | P          | Pt      | G       | V       | P       |
| ---- | --------------- | ---------- | ---------- | ---------- | ---------- | ------- | ------- | ------- | ------- |
| 1.   | Kansas          | .937       | 16         | 15         | 1          | .900    | 30      | 27      | 3       |
| 2.   | Texas           | .875       | 16         | 14         | 2          | .844    | 32      | 27      | 5       |
| 3.   | Iowa State      | .625       | 16         | 10         | 6          | .621    | 29      | 18      | 11      |
| 4.   | Kansas State    | .562       | 16         | 9          | 7          | .677    | 31      | 21      | 10      |
| 4.   | Baylor          | .562       | 16         | 9          | 7          | .647    | 34      | 22      | 12      |
| 6.   | Texas Christian | .437       | 16         | 7          | 9          | .536    | 28      | 15      | 13      |
| 7.   | Oklahoma        | .312       | 16         | 5          | 11         | .483    | 29      | 14      | 15      |
| 8.   | West Virginia   | .187       | 16         | 3          | 13         | .400    | 30      | 12      | 18      |
| 9.   | Texas Tech      | .000       | 16         | 0          | 16         | .323    | 31      | 10      | 21      |

      In NCAA Division I come vincitrice di Conference
      In NCAA Division I attraverso la classifica totale

## Premi individuali
| Premio                   | Giocatrice          | Squadra         |
| ------------------------ | ------------------- | --------------- |
| Player of the Year       | Kelsie Payne        | Kansas          |
| Freshman of the Year     | Micaya White        | Texas           |
| Setter of the Year       | Ainise Havili       | Kansas          |
| Libero of the Year       | Cassandra Wait      | Kansas          |
| Coach of the Year        | Ray Bechard         | Kansas          |
| All-Big 12 First Team    | Katelyn Staiger     | Baylor          |
| All-Big 12 First Team    | Jessica Schaben     | Iowa State      |
| All-Big 12 First Team    | Ainise Havili       | Kansas          |
| All-Big 12 First Team    | Kelsie Payne        | Kansas          |
| All-Big 12 First Team    | Madison Rigdon      | Kansas          |
| All-Big 12 First Team    | Cassandra Wait      | Kansas          |
| All-Big 12 First Team    | Katie Brand         | Kansas State    |
| All-Big 12 First Team    | Marion Hazelwood    | Oklahoma        |
| All-Big 12 First Team    | Natalie Gower       | Texas Christian |
| All-Big 12 First Team    | Chloe Collins       | Texas           |
| All-Big 12 First Team    | Ebony Nwanebu       | Texas           |
| All-Big 12 First Team    | Paulina Prieto      | Texas           |
| All-Big 12 First Team    | Micaya White        | Texas           |
| All-Big 12 First Team    | Payton Caffrey      | West Virginia   |
| All-Big 12 Second Team   | Jana Brusek         | Baylor          |
| All-Big 12 Second Team   | Camryn Freiberg     | Baylor          |
| All-Big 12 Second Team   | Grace Lazard        | Iowa State      |
| All-Big 12 Second Team   | Samara West         | Iowa State      |
| All-Big 12 Second Team   | Tayler Soucie       | Kansas          |
| All-Big 12 Second Team   | Katie Reininger     | Kansas State    |
| All-Big 12 Second Team   | Bryna Vogel         | Kansas State    |
| All-Big 12 Second Team   | Micaela Spann       | Oklahoma        |
| All-Big 12 Second Team   | Reyn Akiu           | Texas Tech      |
| All-Big 12 Second Team   | Lauren Douglass     | Texas Tech      |
| All-Big 12 Freshman Team | Hali Hillegas       | Iowa State      |
| All-Big 12 Freshman Team | Jada Burse          | Kansas          |
| All-Big 12 Freshman Team | Elizabeth Sandbothe | Kansas State    |
| All-Big 12 Freshman Team | Micaya White        | Texas           |
| All-Big 12 Freshman Team | Payton Caffrey      | West Virginia   |
| All-Big 12 Freshman Team | Erin Slinde         | West Virginia   |

## Classifica finale
| Pos | Squadra         | Qualificazione       |
| --- | --------------- | -------------------- |
| 1   | Kansas          | NCAA Division I 2016 |
| 2   | Texas           | NCAA Division I 2016 |
| 3   | Iowa State      | NCAA Division I 2016 |
| 4   | Kansas State    | NCAA Division I 2016 |
| 4   | Baylor          | NCAA Division I 2016 |
| 6   | Texas Christian | NCAA Division I 2016 |
| 7   | Oklahoma        |                      |
| 8   | West Virginia   |                      |
| 9   | Texas Tech      |                      |